# 富山県道292号城端嫁兼線
富山県道292号城端嫁兼線（とやまけんどう292ごう じょうはなよめがねせん）とは、富山県南砺市内を通る一般県道（富山県道）である。

## 概要
- 始点：富山県南砺市細木178（＝細木交差点、国道304号交点）
- 終点：富山県南砺市嫁兼80（＝富山県道10号金沢湯涌福光線交点）

## 歴史
- 1995年（平成7年）4月1日：路線認定。

## 接続道路
- 国道304号、富山県道277号福野城端線（南砺市細木・細木交差点：起点）
- 富山県道291号才川七城端線（南砺市千福）
- 富山県道289号臼中福光線（南砺市樋瀬戸・樋瀬戸橋南詰）
- 富山県道289号臼中福光線（南砺市嫁兼）
- 富山県道10号金沢湯涌福光線（南砺市嫁兼：終点）

## 重複区間
- 富山県道289号臼中福光線（南砺市樋瀬戸・樋瀬戸橋南詰 - 同市嫁兼）

## 周辺
- JR城端線
- 東海北陸自動車道 城端サービスエリア
- 城端ハイウェイオアシス
  - 桜ヶ池農村公園
  - 桜ヶ池クアガーデン
  - ヨッテカーレ城端
- 桜ヶ池公園
  - 桜ヶ池
  - 南砺市桜ヶ池自然活用施設 自遊の森コテージ
- 小矢部川